# Atrichopogon flavipes
Atrichopogon flavipes är en tvåvingeart som beskrevs av Lutz 1914. Atrichopogon flavipes ingår i släktet Atrichopogon och familjen svidknott. Inga underarter finns listade i Catalogue of Life.